# Элеонора (рассказ)
«Элеоно́ра» (англ. Eleonora ) — рассказ американского писателя Эдгара Аллана По, впервые опубликованный в 1842 году. Это один из немногих рассказов По с относительно «счастливым» концом. Многие исследователи творчества Эдгара Аллана По склонны считать этот рассказ автобиографическим. Рассказ «Элеонора» продолжает череду произведений Эдгара По, где центральным событием является смерть молодой женщины (Аннабель Ли, Ворон, Морелла, Лигейя).

## Сюжет
Рассказчик живёт в идиллическом, райском уголке вместе со своей тётей и двоюродной сестрой Элеонорой. Они живут счастливо, хотя и совершенно обособленно. Мир вокруг них прекрасен и ярок: разноцветные луга, фламинго, реки… По прошествии пятнадцати лет между рассказчиком и Элеонорой вспыхивает любовь. Окружающий мир становится ещё ярче и прекрасней. Но Элеонора заболевает. Предчувствуя свой скорый конец, она беспокоится, что после её смерти любимый уйдёт из долины и найдёт себе другую. Герой клянётся ей, что никогда не женится и в свидетели своей клятвы он призывает Всевышнего.
После смерти Элеоноры, однако, прекрасная долина начинает терять свою прелесть и тепло. Герой покидает её и перебирается в некий город, где вскоре находит милую женщину по имени Эрмингарде, на которой, без всякого зазрения совести, женится. Вскоре во сне его посещает Элеонора и благословляет его союз с этой женщиной.

## Анализ
В рассказе, безусловно, присутствуют совпадения с событиями из личной жизни По. Так, во время написания рассказа у жены писателя Вирджинии Клемм уже проявились признаки смертельного заболевания, которое, правда, станет причиной её смерти лишь через пять лет. Вирджиния приходилась Эдгару Аллану По двоюродной сестрой, так же, как и героиня рассказа, Элеонора, рассказчику.
По мнению некоторых исследователей жизни и творчества По, сравнительно счастливое окончание рассказа также говорит о попытке писателя заглушить чувство вины, которое неизменно возникает у тех, кто пытается построить новую любовь после смерти любимого человека. Основной посыл рассказа — мужчина имеет право жениться вновь после смерти его первой любви и не испытывать при этом чувства вины.
Строки с описанием «долины многоцветной», в которой живут герои, взяты из поэмы Перси Шелли «Адонаис» (1821 год), стих 52.
Друг Эдгара По Томас Холли Шиверс (1809—1858) назвал рассказ «поэмой в прозе». Оригинальность и мастерское построение рассказа он сравнил с произведениями Оссиана.